# Copa CEV de Voleibol Masculino de 2022–23
A Copa CEV de Voleibol Masculino de 2022–23 foi a 16.ª edição desta competição anual organizada pela Confederação Europeia de Voleibol (CEV), sendo a segunda maior competição de clubes de voleibol masculino da Europa. O torneio teve início no dia 11 de outubro de 2022 e estende-se até o dia 4 de abril de 2023. Ao total, 43 equipes participaram desta edição.
Após ser superado na primeira partida das finais contra o belga Knack Roeselare, equipe italiana do Valsa Group Modena venceu a segunda partida no golden set e conquistou seu quarto título. O oposto turco Adis Lagumdzija foi eleito o melhor jogador da fase final da competição.

## Formato da disputa
O torneio foi divido na fase principal, composta por trigésima-segundas de final, décima-sextas de final, oitavas de final, playoff, quartas de final (com o ingresso dos piores terceiros colocados da fase de grupos da Liga dos Campeões de 2022–23), e na fase final composta por semifinais e final.
Em todas as fases da competição, o sistema foi eliminatório, com jogos de ida e volta. Para uma vitória de 3–0 ou 3–1, a equipe vencedora recebeu 3 pontos, para uma vitória de 3–2, 2 pontos para a equipe vencedora e 1 ponto para a perdedora. Se após as duas partidas ambas as equipes marcassem o mesmo número de pontos, seria realizado o golden set, disputado em 15 pontos com diferença de no mínimo 2 pontos entre as equipes.

## Equipes participantes
O sorteio dos confrontos ocorreu no dia 28 de junho de 2022, na cidade de Luxemburgo. As vagas foram distribuídas conforme o ranking de pontos da CEV.
| Ranking | País                 | Número de equipes | Equipes                                                       |
| ------- | -------------------- | ----------------- | ------------------------------------------------------------- |
| 1       | Turquia              | 3                 | Fenerbahçe HDI Sigorta, Arkas Spor, Galatasaray HDI Istanbul  |
| 3       | França               | 3                 | Chaumont Volley-Ball 52, Narbonne Volley, Arago de Sète       |
| 4       | Itália               | 2                 | Valsa Group Modena, Gas Sales Bluenergy Piacenza              |
| 5       | Chéquia              | 3                 | VK Lvi Praha, Jihostroj České Budějovice, Dukla Liberec       |
| 7       | Bélgica              | 2                 | VC Greenyard Maaseik, Caruur Volley Gent                      |
| 8       | Roménia              | 3                 | CS Arcada Galați, CS Dinamo București, Universitatea Craiova  |
| 9       | Suíça                | 3                 | Lindaren Volley Amriswil, Chênois Genève, Volley Schönenwerd  |
| 10      | Bulgária             | 1                 | Neftochimik Burgas                                            |
| 11      | Finlândia            | 2                 | Ford Store Levoranta Sastamala, Savo Volley                   |
| 12      | Áustria              | 2                 | SK Aich/Dob, Union Raiffeisen Waldviertel                     |
| 13      | Países Baixos        | 2                 | Draisma Dynamo Apeldoorn, Lycurgus Volleyball                 |
| 14      | Sérvia               | 3                 | Crvena Zvezda Belgrade, Partizan Belgrad, Radnički Kragujevac |
| 16      | Hungria              | 1                 | Kaposvári Röplabda SE                                         |
| 18      | Alemanha             | 2                 | SVG Lüneburg, WWK Volleys Herrsching                          |
| 20      | Croácia              | 2                 | HAOK Mladost Zagreb, MOK Mursa Osijek                         |
| 23      | Bósnia e Herzegovina | 1                 | OK Mladost Brčko                                              |
| 25      | Montenegro           | 1                 | OK Budva                                                      |
| 26      | Eslovênia            | 1                 | Calcit Kamnik                                                 |
| 27      | Polónia              | 1                 | PGE Skra Bełchatów                                            |
| 33      | Macedônia do Norte   | 1                 | OK Strumica Nikob                                             |

## Fase principal

### Trigésima-segundas de final
| Equipe 1                 | Total          | Equipe 2                 | 1.º jogo | 2.º jogo |
| ------------------------ | -------------- | ------------------------ | -------- | -------- |
| OK Mladost Brčko         | 0–6            | Crvena Zvezda Belgrade   | 0–3      | 0–3      |
| OK Budva                 | 0–6            | SVG Lüneburg             | 0–3      | 1–3      |
| OK Strumica Nikob        | 1–5            | MOK Mursa Osijek         | 2–3      | 1–3      |
| SK Aich/Dob              | 1–5            | Calcit Kamnik            | 1–3      | 2–3      |
| Draisma Dynamo Apeldoorn | 0–6            | PGE Skra Bełchatów       | 0–3      | 0–3      |
| CS Arcada Galați         | 4–2            | Radnički Kragujevac      | 3–0      | 2–3      |
| WWK Volleys Herrsching   | 3–3 (11–15 gs) | Lindaren Volley Amriswil | 2–3      | 3–2      |

### Décima-sextas de final
| Equipe 1                     | Total          | Equipe 2                     | 1.º jogo | 2.º jogo |
| ---------------------------- | -------------- | ---------------------------- | -------- | -------- |
| Calcit Kamnik                | 3–3 (13–15 gs) | Lycurgus Volleyball          | 3–0      | 0–3      |
| SVG Lüneburg                 | 4–2            | CS Dinamo București          | 2–3      | 3–0      |
| Caruur Volley Gent           | 1–5            | Arkas Spor                   | 2–3      | 1–3      |
| Ford Levoranta Sastamala     | 0–6            | Valsa Group Modena           | 0–3      | 1–3      |
| Galatasaray HDI Istanbul     | 6–0            | Union Raiffeisen Waldviertel | 3–0      | 3–0      |
| Dukla Liberec                | 0–6            | Chênois Genève               | 1–3      | 1–3      |
| Arago de Sète                | 0–6            | Narbonne Volley              | 1–3      | 0–3      |
| PGE Skra Bełchatów           | 5–1            | Chaumont Volley-Ball 52      | 3–2      | 3–0      |
| Lindaren Volley Amriswil     | 5–1            | Partizan Beograd             | 3–2      | 3–1      |
| HAOK Mladost Zagreb          | 0–6            | VC Greenyard Maaseik         | 0–3      | 0–3      |
| Volley Schönenwerd           | 5–1            | Kaposvári Röplabda SE        | 3–0      | 3–2      |
| MOK Mursa Osijek             | 0–6            | Jihostroj České Budějovice   | 0–3      | 0–3      |
| Crvena Zvezda Belgrade       | 2–4            | Savo Volley                  | 3–2      | 1–3      |
| CS Arcada Galați             | 6–0            | Neftochimik Burgas           | 3–1      | 3–0      |
| Gas Sales Bluenergy Piacenza | 6–0            | Lvi Praha                    | 3–0      | 3–1      |
| Universitatea Craiova        | 3–3 (11–15 gs) | Fenerbahçe HDI Sigorta       | 3–1      | 0–3      |

### Oitavas de final
| Equipe 1                     | Total | Equipe 2                   | 1.º jogo | 2.º jogo |
| ---------------------------- | ----- | -------------------------- | -------- | -------- |
| Lycurgus Volleyball          | 1–5   | SVG Lüneburg               | 2–3      | 0–3      |
| Arkas Spor                   | 0–6   | Valsa Group Modena         | 0–3      | 0–3      |
| Galatasaray HDI Istanbul     | 4–2   | Chênois Genève             | 2–3      | 3–0      |
| Narbonne Volley              | 1–5   | PGE Skra Bełchatów         | 0–3      | 2–3      |
| Lindaren Volley Amriswil     | 1–5   | VC Greenyard Maaseik       | 2–3      | 0–3      |
| Volley Schönenwerd           | 1–5   | Jihostroj České Budějovice | 1–3      | 2–3      |
| Savo Volley                  | 0–6   | CS Arcada Galați           | 1–3      | 1–3      |
| Gas Sales Bluenergy Piacenza | 6–0   | Fenerbahçe HDI Sigorta     | 3–1      | 3–1      |

### Playoff
| Equipe 1                 | Total         | Equipe 2                     | 1.º jogo | 2.º jogo |
| ------------------------ | ------------- | ---------------------------- | -------- | -------- |
| SVG Lüneburg             | 2–4           | Valsa Group Modena           | 3–2      | 1–3      |
| Galatasaray HDI Istanbul | 1–5           | PGE Skra Bełchatów           | 1–3      | 2–3      |
| VC Greenyard Maaseik     | 3–3 (15–9 gs) | Jihostroj České Budějovice   | 3–1      | 0–3      |
| CS Arcada Galați         | 0–6           | Gas Sales Bluenergy Piacenza | 0–3      | 1–3      |

### Quartas de final
Primeiros times mandantes provenientes da fase de grupos da Liga dos Campeões como 3.º colocados.
| Equipe 1             | Total          | Equipe 2                     | 1.º jogo | 2.º jogo |
| -------------------- | -------------- | ---------------------------- | -------- | -------- |
| ACH Volley Ljubljana | 0–6            | Valsa Group Modena           | 1–3      | 0–3      |
| VK ČEZ Karlovarsko   | 2–4            | PGE Skra Bełchatów           | 3–2      | 0–3      |
| Knack Roeselare      | 3–3 (17–15 gs) | VC Greenyard Maaseik         | 3–1      | 0–3      |
| Montpellier HSC      | 3–3 (7–15 gs)  | Gas Sales Bluenergy Piacenza | 3–1      | 0–3      |

## Fase final

### Semifinais
| Equipe 1           | Total          | Equipe 2                     | 1.º jogo | 2.º jogo |
| ------------------ | -------------- | ---------------------------- | -------- | -------- |
| Valsa Group Modena | 5–1            | PGE Skra Bełchatów           | 3–1      | 3–2      |
| Knack Roeselare    | 3–3 (15–12 gs) | Gas Sales Bluenergy Piacenza | 3–0      | 0–3      |

### Final
Jogo de ida
| Data   | Hora  |                    | Placar |                 | Set 1 | Set 2 | Set 3 | Set 4 | Set 5 | Total | Relatório |
| ------ | ----- | ------------------ | ------ | --------------- | ----- | ----- | ----- | ----- | ----- | ----- | --------- |
| 29 mar | 20:30 | Valsa Group Modena | 0–3    | Knack Roeselare | 21–25 | 23–25 | 21–25 |       |       | 65–75 | Relatório |

Jodo de volta
| Data       | Hora       |                 | Placar |                    | Set 1 | Set 2 | Set 3 | Set 4 | Set 5 | Total | Relatório |
| ---------- | ---------- | --------------- | ------ | ------------------ | ----- | ----- | ----- | ----- | ----- | ----- | --------- |
| 5 abr      | 20:30      | Knack Roeselare | 0–3    | Valsa Group Modena | 25–27 | 22–25 | 23–25 |       |       | 70–77 | Relatório |
| Golden set | Golden set | Knack Roeselare | 9–15   | Valsa Group Modena |       |       |       |       |       |       |           |

## Classificação final
| Posição        | Equipe                       |
| -------------- | ---------------------------- |
|                | Valsa Group Modena           |
|                | Knack Roeselare              |
| Semifinalistas | Gas Sales Bluenergy Piacenza |
| Semifinalistas | PGE Skra Bełchatów           |

## Premiação
| Copa CEV de 2022–23                   |
| Itália                                |
| ------------------------------------- |
| Valsa Group Modena Campeão 4.º título |